# 格納季夫齊
49°32′59″N 27°15′1″E / 49.54972°N 27.25028°E
赫納蒂夫齊（烏克蘭語：Гнатівці）是位於烏克蘭西部的村莊，由赫梅利尼茨基州裡赫梅利尼茨基區的利索維-赫里尼夫齊市鎮負責管轄。該村面積2.3平方公里，海拔高度290米，2001年人口521，人口密度每平方公里226.5人。